# La Guerre des guirlandes

La Guerre des guirlandes (Battle of the Bulbs) est un téléfilm de Noël américain réalisé par Harvey Frost et diffusé le 18 décembre 2010 sur Hallmark Channel.

## Synopsis
Le téléfilm relate l'affrontement de deux familles nord américaines, qui, au moment des fêtes de fin d'année, décident de gagner le prix de la meilleure décoration de leur maison. C'est une débauche de décoration, avec des rennes sur le toit et des lumières par centaines. On apprend pendant le téléfilm que les deux maris se connaissent depuis leur enfance et que c'est en fait un règlement de comptes à la suite d'une dispute d'adolescents.
À noter l'apparition de Teryl Rothery, ex-docteur Frasier dans la série Stargate SG-1, qui joue l'épouse d'un des deux protagonistes.

## Fiche technique
- Titre original : Battle of the Bulbs
- Réalisation : Harvey Frost
- Scénario : W. Paul Thompson
- Photographie : Paul Mitchnick
- Musique : Hal Beckett
- Durée : 89 min
- Genre : comédie familiale
- Pays : États-Unis

## Distribution
- Daniel Stern : Bob Wallace
- Matt Frewer : Stu Jones
- Allison Hossack (VF : Sybille Tureau) : Mindy Wallace
- Teryl Rothery : Mary Jones
- Emily Tennant : Susie Wallace
- William Hutchinson : Chip Jones
- Luis Javier : Joe
- Maxine Miller (en) : Lesley McKane
- Ryan Grantham : Tim Wallace